# A Day at the Races Tour
A Day at the Races Tourは、イギリスのロックバンド、クイーンが1977年に、アルバム『華麗なるレース』のリリースに伴って北米とヨーロッパで行われたコンサート・ツアーである。

## セットリスト
これは1977年6月6日にイングランドのロンドンで行われたライブのセットリストであり、ツアー期間中の全てのセットリストを表すものではない。
1. プロセッション
2. A Day at the Races Overture
3. タイ・ユア・マザー・ダウン
4. オウガ・バトル
5. ホワイト・クイーン
6. 愛にすべてを
7. キラー・クイーン
8. 懐かしのラヴァー・ボーイ
9. ミリオネア・ワルツ
10. マイ・ベスト・フレンド
11. リロイ・ブラウン
12. デス・オン・トゥー・レッグス
13. ドゥーイング・オール・ライト
14. ブライトン・ロック
15. ギター・ソロ
16. ブライトン・ロック (リプライズ)
17. '39
18. テイク・マイ・ブレス・アウェイ
19. ホワイト・マン
20. 預言者の唄
21. ボヘミアン・ラプソディ
22. 炎のロックンロール
23. ストーン・コールド・クレイジー
24. 神々の業 (リヴィジテッド)
アンコール
25. ナウ・アイム・ヒア
26. ライアー
アンコール
27. ルシール
28. 監獄ロック/土曜の夜は僕の生きがい/まぬけなキューピッド/ビー・バップ・ア・ルーラ (メドレー)
29. ゴッド・セイヴ・ザ・クイーン

## ツアー日程
| 日付          | 都市                 | 国             | 会場                                                         |
| 北米          | 北米                 | 北米           | 北米                                                         |
| ------------- | -------------------- | -------------- | ------------------------------------------------------------ |
| 1977年1月13日 | ミルウォーキー       | アメリカ合衆国 | ミルウォーキー・オーディトリアム                             |
| 1977年1月14日 | マディソン           | アメリカ合衆国 | デーン・カウンティ・メモリアル・コロシアム                   |
| 1977年1月15日 | コロンバス           | アメリカ合衆国 | セント・ジョン・アリーナ                                     |
| 1977年1月16日 | インディアナポリス   | アメリカ合衆国 | インディアナ・コンベンションセンター                         |
| 1977年1月18日 | デトロイト           | アメリカ合衆国 | コボ・アリーナ                                               |
| 1977年1月20日 | サギノー             | アメリカ合衆国 | サギノー・シビック・センター                                 |
| 1977年1月21日 | ルイビル             | アメリカ合衆国 | ルイビル・ガーデンズ                                         |
| 1977年1月22日 | カラマズー           | アメリカ合衆国 | ウィングス・スタジアム                                       |
| 1977年1月23日 | リッチフィールド     | アメリカ合衆国 | リッチフィールド・コロシアム                                 |
| 1977年1月25日 | オタワ               | カナダ         | オタワ・シビック・センター                                   |
| 1977年1月26日 | モントリオール       | カナダ         | モントリオール・フォーラム                                   |
| 1977年1月28日 | シカゴ               | アメリカ合衆国 | シカゴ・スタジアム                                           |
| 1977年1月30日 | トレド               | アメリカ合衆国 | トレド・スポーツ・アリーナ                                   |
| 1977年2月1日  | トロント             | カナダ         | メープルリーフ・ガーデンズ                                   |
| 1977年2月3日  | スプリングフィールド | アメリカ合衆国 | スプリングフィールド・シビック・センター                     |
| 1977年2月4日  | カレッジパーク       | アメリカ合衆国 | コール・フィールド・ハウス                                   |
| 1977年2月5日  | ニューヨーク         | アメリカ合衆国 | マディソン・スクエア・ガーデン                               |
| 1977年2月6日  | ユニオンデール       | アメリカ合衆国 | ナッソー・ベテランズ・メモリアル・コロシアム                 |
| 1977年2月8日  | シラキュース         | アメリカ合衆国 | オノンダガ・カウンティ・ウォー・メモリアル・オーディトリアム |
| 1977年2月9日  | ボストン             | アメリカ合衆国 | ボストン・ガーデン                                           |
| 1977年2月10日 | プロビデンス         | アメリカ合衆国 | プロビデンス・シビック・センター                             |
| 1977年2月11日 | フィラデルフィア     | アメリカ合衆国 | フィラデルフィア・シビック・センター                         |
| 1977年2月19日 | ペンブロークパインズ | アメリカ合衆国 | ハリウッド・スポータトリウム                                 |
| 1977年2月20日 | レイクランド         | アメリカ合衆国 | レイクランド・シビック・センター                             |
| 1977年2月21日 | アトランタ           | アメリカ合衆国 | オムニ・コロシアム                                           |
| 1977年2月22日 | バーミングハム       | アメリカ合衆国 | バートウェル・メモリアル・オーディトリアム                   |
| 1977年2月23日 | セントルイス         | アメリカ合衆国 | キール・オーディトリアム                                     |
| 1977年2月25日 | ダラス               | アメリカ合衆国 | ムーディー・コロシアム                                       |
| 1977年2月26日 | ヒューストン         | アメリカ合衆国 | サム・ヒューストン・コロシアム                               |
| 1977年3月1日  | フェニックス         | アメリカ合衆国 | アリゾナ・ベテランズ・メモリアル・コロシアム                 |
| 1977年3月2日  | イングルウッド       | アメリカ合衆国 | ザ・フォーラム                                               |
| 1977年3月3日  | イングルウッド       | アメリカ合衆国 | ザ・フォーラム                                               |
| 1977年3月5日  | サンディエゴ         | アメリカ合衆国 | サンディエゴ・スポーツ・アリーナ                             |
| 1977年3月6日  | サンフランシスコ     | アメリカ合衆国 | ウィンターランド・ボールルーム                               |
| 1977年3月11日 | バンクーバー         | カナダ         | パシフィック・コロシアム                                     |
| 1977年3月12日 | ポートランド         | アメリカ合衆国 | パラマウント・シアター                                       |
| 1977年3月13日 | シアトル             | アメリカ合衆国 | シアトル・センター・アリーナ                                 |
| 1977年3月16日 | カルガリー           | カナダ         | 南アルバータ・ジュビリー・オーディトリアム                   |
| 1977年3月17日 | カルガリー           | カナダ         | 南アルバータ・ジュビリー・オーディトリアム                   |
| 1977年3月18日 | エドモントン         | カナダ         | レクソール・プレイス                                         |
| ヨーロッパ    |                      |                |                                                              |
| 1977年5月8日  | ストックホルム       | スウェーデン   | ヨハネショフ・イスタディオン                                 |
| 1977年5月10日 | ヨーテボリ           | スウェーデン   | スカンジナヴィアム                                           |
| 1977年5月12日 | ブレンビー           | デンマーク     | ブレンビー・ハーレン                                         |
| 1977年5月13日 | ハンブルク           | 西ドイツ       | CCH Saal 1                                                   |
| 1977年5月14日 | フランクフルト       | 西ドイツ       | フェストハレ・フランクフルト                                 |
| 1977年5月16日 | デュッセルドルフ     | 西ドイツ       | フィリップスハレ                                             |
| 1977年5月17日 | ロッテルダム         | オランダ       | アホイ・ロッテルダム                                         |
| 1977年5月19日 | バーゼル             | スイス         | セイント・ジャコブ・ホール                                   |
| 1977年5月23日 | ブリストル           | イングランド   | ブリストル・ヒポドローム                                     |
| 1977年5月24日 | ブリストル           | イングランド   | ブリストル・ヒポドローム                                     |
| 1977年5月26日 | サウサンプトン       | イングランド   | ゴーモント・シアター                                         |
| 1977年5月27日 | サウサンプトン       | イングランド   | ゴーモント・シアター                                         |
| 1977年5月29日 | スタッフォード       | イングランド   | ビングリー・ホール                                           |
| 1977年5月30日 | グラスゴー           | スコットランド | ジ・アポロ                                                   |
| 1977年5月11日 | グラスゴー           | スコットランド | ジ・アポロ                                                   |
| 1977年6月2日  | リヴァプール         | イングランド   | リヴァプール・エンパイア・シアター                           |
| 1977年6月3日  | リヴァプール         | イングランド   | リヴァプール・エンパイア・シアター                           |
| 1977年6月6日  | ロンドン             | イングランド   | アールズ・コート・エキシビション・センター                   |
| 1977年6月7日  | ロンドン             | イングランド   | アールズ・コート・エキシビション・センター                   |

### 中止、または日程・会場が変更された公演
| 1977年1月29日 | トロットウッド、アメリカ合衆国   | ハラ・アリーナ                             | 中止                                     |
| 1977年3月5日  | サンフランシスコ、アメリカ合衆国 | ウィンターランド・ボールルーム             | 日付を3月6日に変更                       |
| 1977年3月8日  | サクラメント、アメリカ合衆国     | サクラメント・メモリアル・オーディトリアム | 中止                                     |
| 1977年3月9日  | フレズノ、アメリカ合衆国         | セランド・アリーナ                         | 中止                                     |
| 1977年5月14日 | フランクフルト、西ドイツ         | ヤールフンデルトハレ                       | 会場をフェストハレ・フランクフルトに変更 |
| 1977年6月5日  | ロンドン、イングランド           | アールズ・コート・エキシビション・センター | 日付を6月6日に変更                       |

## 担当
- フレディ・マーキュリー - リードボーカル、ピアノ、タンバリン
- ブライアン・メイ - エレクトリック・ギター、アコースティック・ギター、バンジョー (「リロイ・ブラウン」)、コーラス
- ロジャー・テイラー - ドラムス、タンバリン、コーラス
- ジョン・ディーコン - ベース・ギター、リズムギター、トライアングル